# Paseo de Gracia
El paseo de Gracia (oficialmente y en catalán Passeig de Gràcia) es una de las avenidas principales y más famosas de Barcelona (España), debido a su importancia turística, áreas comerciales, negocios y un gran escaparate de obras destacadas de arquitectura modernista, como las edificaciones de los arquitectos Antoni Gaudí y Lluís Domènech i Montaner, declaradas Patrimonio de la Humanidad. La avenida está situada en la parte central de la ciudad, el Ensanche barcelonés, y conecta la plaza de Cataluña al este con la calle Mayor de Gracia al oeste.

Configurada con estilo de gran bulevar, con 61 metros de sección, es tan solo nueve metros menor que la primigenia avenida de los Campos Elíseos de París. Con sus 1,6 kilómetros de longitud, ostenta el título de la calle comercial más cara de España en cifras de alquiler. Le precedía la calle Preciados de Madrid, que ocupaba el primer puesto hasta 2010, año en que la cercana avenida de la Puerta del Ángel de Barcelona pasó a ser la calle más cara de España.

## Historia

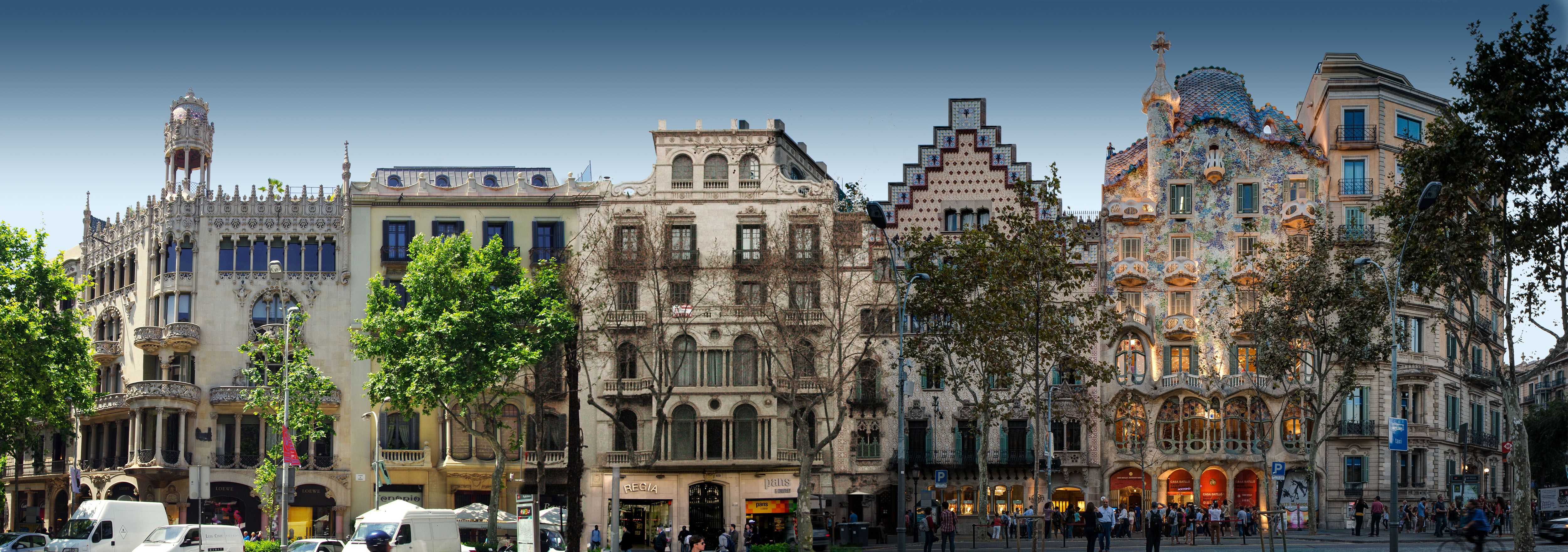
Manzana de la discordia en la que coindicen obras de Antoni Gaudí, Lluís Domènech i Montaner, Josep Puig i Cadafalch y Enric Sagnier

El antiguo camino de Jesús, de tipo rural y con huertos en ambos lados, era la vía principal para ir del municipio de Gracia —que fue independiente de la ciudad condal hasta 1897— hasta Barcelona, por donde se entraba a través del portal del Ángel. El nombre provenía del convento franciscano de Santa María de Jesús (1427), situado entre los actuales paseo de Gracia y calles de Aragón, Consejo de Ciento y Pau Claris; era la única edificación del llano de Barcelona fuera de las murallas de la ciudad, y constaba de convento, claustro, iglesia, cementerio y huerto, hasta que fue destruido en la Guerra de la Independencia.
En 1821 el ayuntamiento de Barcelona presentó el primer proyecto de urbanización, obra de Ramón Plana. Debido a las epidemias que asolaron la ciudad en aquella época, el proyecto tuvo que detenerse. En 1824 regresó el absolutismo a España y el proyecto se reanudó el 28 de agosto con el capitán general de Cataluña Francisco Bernaldo de Quirós, marqués de Campo Sagrado. El paseo, inaugurado en 1827, tenía 42 metros de ancho y fue el lugar favorito de la aristocracia para exhibir sus habilidades en el arte de montar a caballo y sus coches lujosos durante todo el siglo XIX. Por esta época, el Paseo era uno de los lugares de recreo más conocidos de la ciudad, con cafés, restaurantes, salas de baile, atracciones y teatros.
Este paseo debía ser un eje determinante en el proceso de instauración del proyecto del Ensanche barcelonés ideado por Ildefonso Cerdá. Un proyecto que duró las tres décadas que comprendieron entre los años 60 y años 90 del siglo XIX. Alrededor del paseo se definió un núcleo residencial de baja densidad constituido en gran parte por edificios unifamiliares. En la última década del siglo, poco a poco todo el sector de la ciudad fue adquiriendo un protagonismo comercial atrayendo la burguesía, que hizo que se fueran substituyendo las casas aisladas con jardín por edificios de pisos.
Finalmente, entre 1900 y 1914, el paseo de Gracia se consolidó como el principal centro residencial burgués con la aportación creativa de los arquitectos modernistas Gaudí, Puig i Cadafalch, Domènech i Montaner o Sagnier. Ellos dignificaron las construcciones existentes y edificaron casas nuevas con formas bien singulares, como la casa Milà, la casa Batlló, casa Lleó Morera o la casa Amatller. En 1906, el arquitecto Pedro Falqués diseñó los famosos bancs-fanals de trencadís distribuidos a lo largo del paseo. En esa época, también se recubrió el pavimento con la Loseta Gaudí, diseñada por ese arquitecto.
Esta evolución arquitectónica tiene como trasfondo una emergencia de identidad nacional catalana, de modo que la adopción del estilo arquitectónico modernista se basa, según el arquitecto Manuel de Solà-Morales i Rubió, en un «cambio social, crítica radical a las condiciones existentes de la arquitectura y propuesta de un modelo global alternativo».

## Jardines del Paseo de Gracia

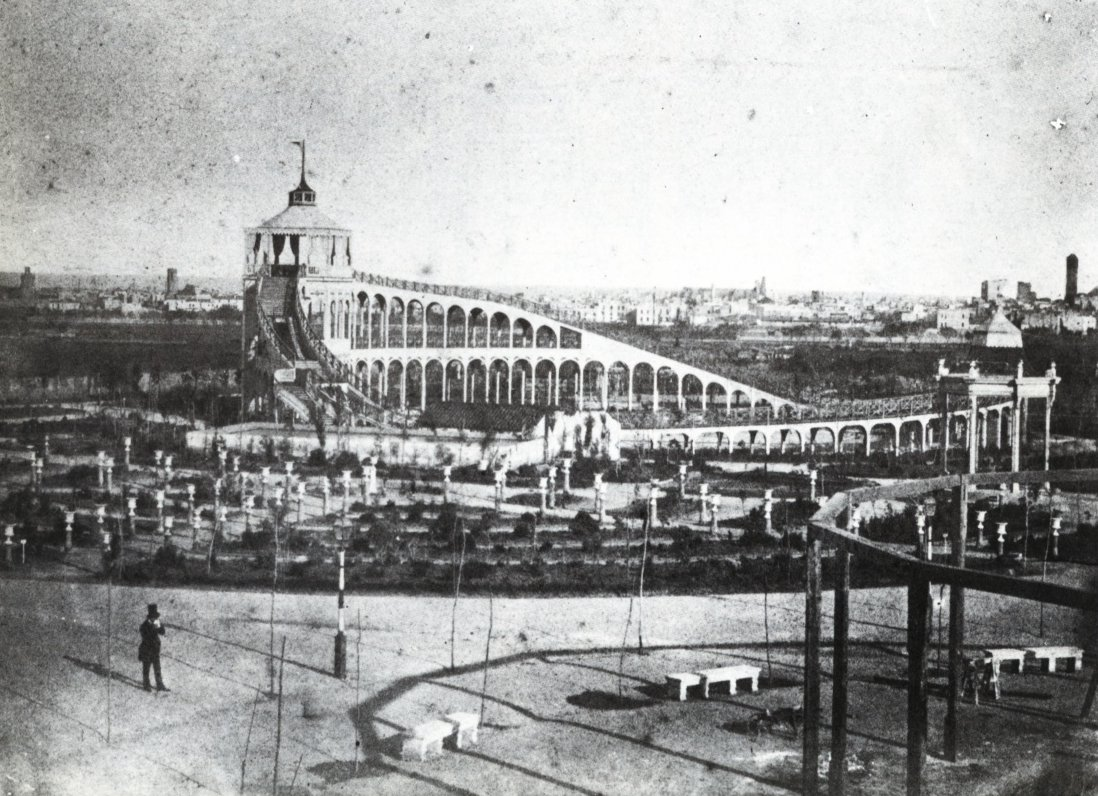
Jardín de los Campos Elíseos, con la montaña rusa al fondo.

El antiguo camino de Jesús fue una zona rural hasta la creación del paseo de Gracia en 1821, fecha en que se creó un paseo ajardinado al estilo de los boulevards franceses, plantado con acacias, plátanos, chopos, moreras, adelfas y encinas. Hasta la edificación del paseo a partir del proyecto de Ensanche de Cerdá fue un lugar de recreo y esparcimiento, destinado al ocio y descanso de los ciudadanos. Así, en las décadas centrales del siglo se instalaron en la zona diversos parques y jardines, la mayoría de duración efímera:
- Jardines del Criadero: se llamaban así por servir de vivero de plantas municipal, y se encontraban entre la Gran Vía y la calle Diputación, con una superficie de 1,2 ha y un frente en el paseo de 80 m. En su espacio había una fuente llamada del Canario, donde se construyó un café. Surgido en 1840, en 1863 fue sustituido por el Jardín de las Delicias, que a su vez dio paso en 1870 al Teatro Español.[11]

- Jardines de Tívoli: creados en 1848, se hallaban en el terreno comprendido entre la rambla de Cataluña, Valencia y Consejo de Ciento, con 1,5 ha y 100 m de frente. Tenían una caseta de refrescos y varios parterres de flores que estaban a la venta, además de un invernáculo y un vivero de plantas aromáticas. En su solar se construyó el teatro Tívoli.[12]

- Jardines de los Campos Elíseos: situados entre las calles Aragón, Rosellón y Roger de Lauria, tenían 8 ha y 350 m de paseo, el más grande de todos. Existió entre 1853 y 1875. Concebido como un parque de atracciones, fue el primero en cobrar entrada. El autor del proyecto fue el arquitecto Josep Oriol Mestres. Contaba con un lago con barcas, un laberinto, un teatro, un restaurante, un circo, una atracción de caballitos, otra de tiro con pistola y unas montañas rusas, así como las llamadas Cabañas Suizas, que tenían juguetería, lechería y confitería. En su lugar se levantó el Teatro Lírico Sala Beethoven.[13]

- Jardín de la Ninfa: se hallaba entre los de Tívoli y Euterpe, creado en 1854 con 0,75 ha y 75 m. Tenía un café-salón y unos toldos para representaciones musicales y teatrales. Desaparecido en 1862, en su lugar se encuentra el Cine Publi.[14]

- Jardines de Euterpe: emplazado entre las calles Valencia y Mallorca, fue inaugurado en 1857 con un espacio de 1,5 ha y 200 m lineales. Tenía una escultura de la musa Euterpe, obra de Jeroni Suñol, así como un café y una sala de conciertos, que fue lugar habitual de representaciones de los coros de José Anselmo Clavé, hasta su desaparición en 1862.[15]

- Jardines del Prado Catalán: estaban situados en el tramo comprendido entre la Gran Vía y las calles Caspe y Pau Claris, con una superficie de 0,75 ha. Creados en 1863, perduraron hasta 1877. Tenía cascadas y surtidores, esculturas, un puesto de floricultura, un pabellón de panoramas y cicloramas, café, teatro y circo ecuestre.[16]

## Obras arquitectónicas y mobiliario urbano
En la siguiente lista se muestran obras arquitectónicas, así como esculturas y otros elementos del mobiliario urbano ubicados en a lo largo del paseo.
| Nombre                                                                     | Arquitecto                                                                 | Estilo Arquitectónico                                                                       | Fecha de inauguración | Imagen |
| -------------------------------------------------------------------------- | -------------------------------------------------------------------------- | ------------------------------------------------------------------------------------------- | --------------------- | ------ |
| Casa Pere Llibre                                                           | Domènec Balet                                                              | Historicista (Neoárabe)                                                                     | 1872                  |        |
| Fuente Wallace de Paseo de Gracia                                          | Charles-Auguste Lebourg                                                    |                                                                                             | 1872                  |        |
| Palau Marcet                                                               | Tiberi Sabater + 1934 (Pere Domènech i Roura y Josep Rodríguez i Lloveras) | Ecléctico                                                                                   | 1887 + 1934           |        |
| Casa Pascual Pons                                                          | Enric Sagnier                                                              | Historicista (Neogótico)                                                                    | 1891                  |        |
| Antiguo Jardín Español (El Nacional)                                       | Ramon M. Ruidor                                                            | Ecléctico                                                                                   | 1892                  |        |
| Casa Ramon Casas                                                           | Antoni Rovira i Rabassa                                                    | Modernismo Catalán                                                                          | 1894                  |        |
| Passeig de Gràcia, 61                                                      |                                                                            | Ecléctico                                                                                   | 1896                  |        |
| Casa Enric Batlló                                                          | Josep Vilaseca i Casanovas                                                 | Modernismo Catalán                                                                          | 1896                  |        |
| Casa Amatller                                                              | Josep Puig i Cadafalch                                                     | Modernismo Catalán                                                                          | 1900                  |        |
| Casa Joan Bertrán                                                          |                                                                            | Ecléctico                                                                                   | 1901                  |        |
| Palacio Robert                                                             | Henri Grandpierre y Joan Martorell                                         | Neoclásico Romántico                                                                        | 1903                  |        |
| Loseta Gaudí                                                               | Antoni Gaudí                                                               | Modernismo Catalán                                                                          | 1904                  |        |
| Casa Lleó Morera                                                           | Lluís Domènech i Montaner                                                  | Modernismo Catalán                                                                          | 1905                  |        |
| Cases Llofre                                                               | Bonaventura Bassegoda i Amigó                                              | Modernismo Catalán                                                                          | 1905                  |        |
| Casa Batlló                                                                | Antoni Gaudí                                                               | Modernismo Catalán                                                                          | 1906                  |        |
| Bancos-farolas                                                             | Pedro Falqués                                                              | Modernismo Catalán                                                                          | 1906                  |        |
| Passeig de Gràcia, 74                                                      | Enric Sagnier                                                              | Modernismo Catalán                                                                          | 1907                  |        |
| Casa Malagrida                                                             | Joaquim Codina i Matalí                                                    | Modernismo Catalán                                                                          | 1908                  |        |
| Casa Garriga                                                               | Enric Sagnier                                                              | Modernismo Catalán                                                                          | 1911                  |        |
| Casa Fuster                                                                | Lluís Domènech i Montaner                                                  | Modernismo Catalán                                                                          | 1911                  |        |
| Casa Milà                                                                  | Antoni Gaudí                                                               | Modernismo Catalán (primer edificio con la fachada completa de estilo orgánico en el mundo) | 1912                  |        |
| Union des Assurances de Paris                                              | Enric Sagnier                                                              | Ecléctico                                                                                   | 1913                  |        |
| Casa Bonet                                                                 | Marcel·lià Coquillat Llofriu                                               | Ecléctico                                                                                   | 1915                  |        |
| Passeig de Gràcia, 89-91                                                   |                                                                            | Novecentismo                                                                                | 1915                  |        |
| Cases Rocamora                                                             | Joaquim Bassegoda i Amigó y Bonaventura Bassegoda i Amigó                  | Modernismo Catalán                                                                          | 1917                  |        |
| Hotel Majestic                                                             |                                                                            | Novecentismo (influencia francesa)                                                          | 1918                  |        |
| Casa Casarramona                                                           | Josep Puig i Cadafalch                                                     | Novecentismo                                                                                | 1923                  |        |
| Cases Jaumar                                                               | Juli M. Fossas Martínez                                                    | Novecentismo                                                                                | 1930                  |        |
| Edifici Cros                                                               | Joan Padrós Fornaguera                                                     | Ecléctico (monumentalismo, clasicismo)                                                      | 1930                  |        |
| Edificio de la Unión y el Fénix                                            | Eusebi Bona                                                                | Beaux-Arts (monumentalismo)                                                                 | 1931                  |        |
| Antigua Joyería Roca (Joyería Rolex)                                       | Josep Lluís Sert                                                           | Arquitectura Moderna (GATCPAC)                                                              | 1934                  |        |
| Obelisco del Cinco de Oros                                                 | Josep Vilaseca i Casanovas y Adolf Florensa                                |                                                                                             | 1936                  |        |
| Casa Jacinto Esteva                                                        | Pere Benavent de Barberà                                                   | Arquitectura Moderna (con tendencia novecentista)                                           | 1940                  |        |
| Edificio Generali                                                          | Lluís Bonet i Garí                                                         | Ecléctico (monumentalismo, academicismo, historicismo)                                      | 1950                  |        |
| Fuente monumental de Paseo de Gracia                                       | Josep Soteras                                                              |                                                                                             | 1952                  |        |
| Antiguo edificio del Banco Rural y Mediterráneo                            | Agustín Borrell Sensat                                                     | Ecléctico (monumentalismo, clasicismo)                                                      | 1953                  |        |
| Edificio La Equitativa                                                     | Francisco Juan Barba Corsini                                               | Arquitectura Moderna (Grupo R)                                                              | 1955                  |        |
| Antiguo edificio del Banco Hispano-Americano (Hotel Mandarin)              | Manuel Ignacio Galíndez Zabala                                             | Arquitectura Moderna (Grupo R)                                                              | 1955                  |        |
| Relieves del antiguo edificio del Banco Hispano-Americano (Hotel Mandarin) | Frederic Marès                                                             | Vanguardismo                                                                                | 1955                  |        |
| Antiguo edificio del Deutsche Bank (actualmente totalmente reconvertido)   | Santiago Balcells Gorina                                                   | Arquitectura Moderna (Escuela de Barcelona                                                  | 1961                  |        |
| L'Empordà, Oda Nueva a Barcelona                                           | Ernest Maragall i Noble                                                    | Novecentismo                                                                                | 1961                  |        |
| Antiguo edificio de la Banca Catalana (Hotel Royal)                        | Josep Maria Fargas y Enric Tous                                            | Arquitectura Moderna (Escuela de Barcelona                                                  | 1968                  |        |
| Homenaje al Libro                                                          | Joan Brossa                                                                |                                                                                             | 1994                  |        |
| Suites Avenue                                                              | Toyoo Itō                                                                  | Neofuturismo                                                                                | 2009                  |        |
| Casa Seat y Mandarin Oriental Residences                                   | Carlos Ferrater Lambarri                                                   | Arquitectura contemporánea                                                                  | 2022                  |        |

## Establecimientos

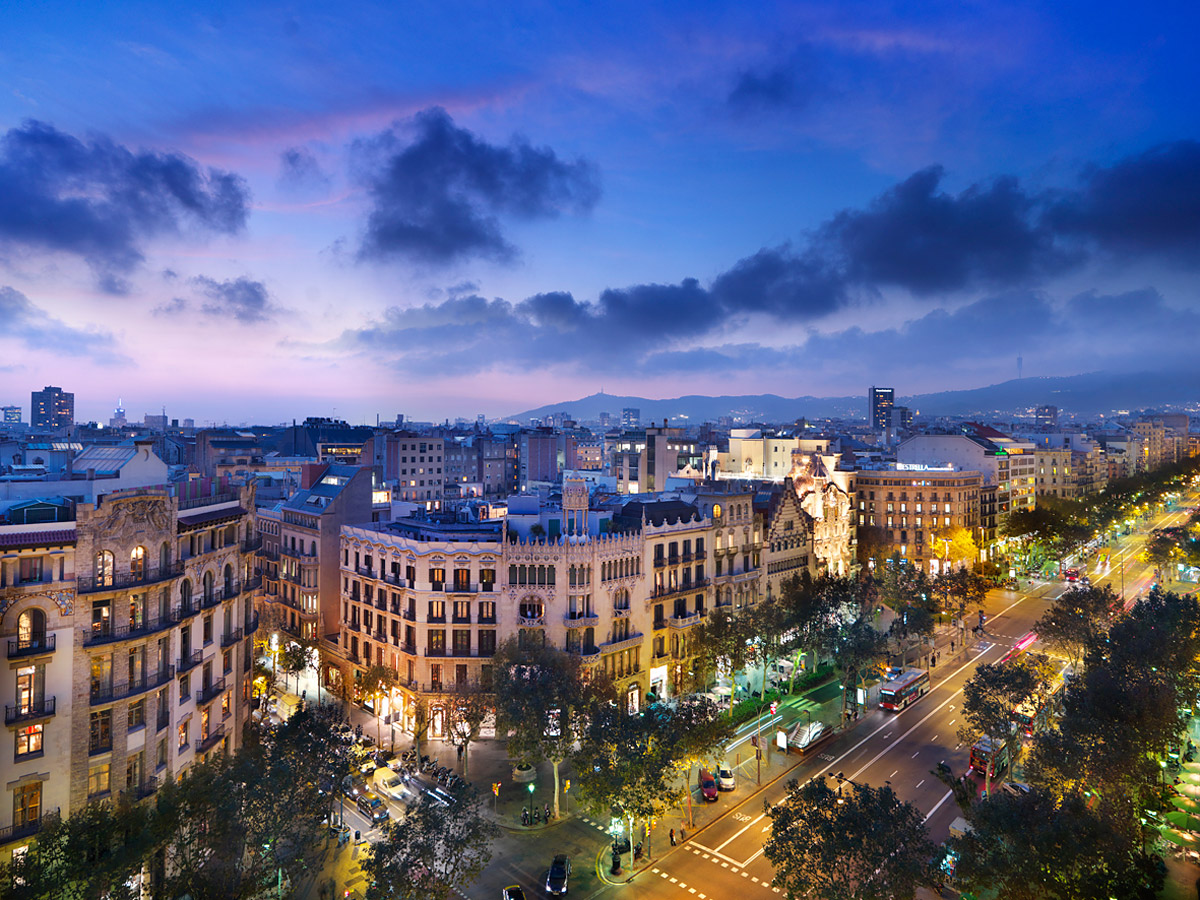
Vista aérea de la 'Manzana de la discordia'.

En el paseo de Gracia se reúnen las grandes marcas, siendo la calle de Barcelona que alberga un mayor número de tiendas de lujo, concentrando gran parte de las ventas de dicho sector en España. Del mismo modo, resulta un genial escaparate a nivel nacional e internacional de las marcas, debido a la gran afluencia de gente que transita diariamente por dicho paseo. 
También se caracteriza por disponer de una importante oferta de hoteles y alojamientos para visitantes nacionales e internacionales. Su ubicación es privilegiada para el funcionamiento del turismo durante todo el año.